# Elezioni presidenziali in Gabon del 2023
Le elezioni presidenziali in Gabon del 2023 si sono tenute il 26 agosto per il rinnovo della Presidenza del paese.
Quest’ultime, già caratterizzate di per sé da brogli elettorali e contesti non liberi ed opachi, hanno visto formalmente la vittoria del Presidente uscente Ali Bongo Ondimba (del Partito Democratico Gabonese), in carica dal 2009 che, con il 64,27% dei voti, sarebbe così stato proclamato nuovamente capo di stato: le operazioni di conteggio, tuttavia, furono interrotte alle sole presidenziali a causa di un colpo di stato avvenuto pochi minuti dopo la proclamazione ufficiale, portando così alla formazione di un governo militare di transizione, guidato dal generale Brice Clotaire Oligui Nguema ed alla destituzione di Bongo. Ciò ha ha immediatamente portato alla sospensione della Costituzione, all’annullamento del risultato ed allo scioglimento delle istituzioni civili, in virtù della promessa di avvio di una futura transizione democratica.

## Risultati elettorali
| Ali Bongo Ondimba               | Partito Democratico Gabonese                     | 293 919 | 64,27 |  |  |  |  |  |  |
| Albert Ondo Ossa                | Alternance 2023                                  | 140 690 | 30,77 |  |  |  |  |  |  |
| Pierre Claver Maganga Moussavou | Partito Socialista Democratico                   | 5 178   | 1,13  |  |  |  |  |  |  |
| Gervais Oniane                  | Unione per la Repubblica                         | 3 639   | 0,80  |  |  |  |  |  |  |
| Victoire Lasseni Duboze         | Indipendente                                     | 2 198   | 0,48  |  |  |  |  |  |  |
| Emmanuel Mvé Mba                | Indipendente                                     | 1 412   | 0,31  |  |  |  |  |  |  |
| Jean Romain Fanguinoveny        | Partito del Popolo Gabonese                      | 1 272   | 0,28  |  |  |  |  |  |  |
| Gérard Ella Nguéma              | Fronte Patriottico Gabonese                      | 1 239   | 0,27  |  |  |  |  |  |  |
| Axel Stophène Ibinga Ibigna     | Indipendente                                     | 1 124   | 0,25  |  |  |  |  |  |  |
| Abel Mbombe Nzoundou            | Indipendente                                     | 1 057   | 0,23  |  |  |  |  |  |  |
| Jean Victor Mouanga Mbadinga    | Movimento per l'Emancipazione sociale del Popolo | 1 034   | 0,23  |  |  |  |  |  |  |
| Joachim Mbatchi Pambou          | Unione delle Forze per il Cambiamento            | 967     | 0,21  |  |  |  |  |  |  |
| Thierry Yvon Michel N'goma      | Indipendente                                     | 825     | 0,18  |  |  |  |  |  |  |
| Altri candidati                 | —                                                | 1 468   | 0,32  |  |  |  |  |  |  |
| Totale                          | Totale                                           | 457 288 | 100   |  |  |  |  |  |  |
|                                 |                                                  |         |       |  |  |  |  |  |  |
| Voti non validi                 | Voti non validi                                  | 22 364  | 4,66  |  |  |  |  |  |  |
| Votanti                         | Votanti                                          | 479 652 | 56,64 |  |  |  |  |  |  |
| Elettori                        | Elettori                                         | 846 822 |       |  |  |  |  |  |  |
|                                 |                                                  |         |       |  |  |  |  |  |  |
| Fonte: Gabon Review             |                                                  |         |       |  |  |  |  |  |  |